# Slobidka, Tîsmenîțea
Slobidka (în ucraineană Слобідка) este o comună în raionul Tîsmenîțea, regiunea Ivano-Frankivsk, Ucraina, formată numai din satul de reședință.

## Demografie
Componența lingvistică a comunei Slobidka
     Ucraineană (99,92%)
     Alte limbi (0,08%)
Conform recensământului din 2001, majoritatea populației comunei Slobidka era vorbitoare de ucraineană (99,92%), existând în minoritate și vorbitori de alte limbi.